# المعقر (بكيل المير)

تعديل مصدري - تعديل

المعقر هي إحدى قرى عزلة فاس بمديرية بكيل المير التابعة لمحافظة حجة، بلغ تعداد سكانها 49 نسمة حسب تعداد اليمن لعام 2004.